# Luka (Zágráb)
Luka település Horvátországban, Zágráb főváros Szeszvete városnegyedében. Közigazgatásilag a fővároshoz tartozik.

## Fekvése
Zágráb városközpontjától 10 km-re keletre, Szeszvete központjától északra, Staro Brijest és Gajišće között fekszik. A városnegyednek a Kašina-patak és a Kašinska utca közötti észak-déli irányban hosszan elnyúló része.

## Oktatás
A Luka Általános Iskolát 1975-ben alapították. Tizenhat évig, 1991-től 2007-ig az iskolát két részre, I. és II. Általános Iskolára osztották. Végül, 2007. szeptember 1-jén, a Tudományos, Oktatási és Sportminisztérium határozata és a Zágráb Városi Közgyűlés határozata alapján, az új-régi iskola, önállóan kezdhette meg működését.